# Francisca Tirona-Benitez
Francisca Tirona-Benitez (Imus, 4 juni 1886 - 7 november 1974) was een Filipijns universiteitsbestuurder. Ze was medeoprichter en president van de Philippine Women's University.

## Biografie
Francisca Tirona-Benitez werd geboren op 4 juni 1886 in Imus in de provincie Cavite. Ze studeerde vanaf 1903 aan de Philippine Normal School. Na het behalen van haar diploma gaf ze les aan de Manila High School, de Sampaloc Elementary School en de Philippine Normal School. Na enkele jaren richtte ze samen met enkele anderen het Philippine Women's College op. Deze instelling nam vanaf 9 juni 1919 haar eerste scholieren aan, van kleuterklas tot en met 3e jaar middelbare school. In 1920 werd Benitez gekozen tot president van de instelling. Onder haar leiding en met hulp van aartsbisschop Michael O'Doherty werd een nieuw gebouw aan Taft Avenue gebouwd en verhuisde de school in 1926 naar de nieuwe locatie. In 1932 werd de instelling een universiteit en werd de naam veranderd in Philippine Women's University (PWU). Benitez zou 45 jaar lang aanblijven als president van de PWU tot ze in 1966 werd opgevolgd door haar dochter Helena Benitez. 
Francisca Tirona-Benitez overleed in 1974 op 88-jarige leeftijd. Ze was van 1912 tot diens dood in 1971 getrouwd met Conrado Benitez. Samen kregen ze drie kinderen: Helena, Thomas en Alfredo.